# Aconaemys
Aconaemys — рід гризунів родини Віскашеві.

## Зовнішня морфологія
Довжина голови й тіла: 135—187 мм, хвоста: 51—80 мм. Цей скельний гризун пристосований до копання про що свідчить і той факт, що хвіст значно коротший ніж голова й тіло.

## Середовище проживання
Aconaemys зустрічаються у високогірних районах Анд і в прибережних горах; на території Чилі та Аргентини. Мешкають як у відкритій місцевості, так і в лісах і ховаються як під кущами, так і під деревами.

## Поведінка
Робить складні, хоча й дрібні системи нір, віддаючи перевагу добре дренованому ґрунту поблизу виступів і валунів. Серія входів знаходиться на рівні із землею і пов'язані численними розгалуженими тунелями. Входи також пов'язані поверхневими стежинками, які або відкриті або частково приховані рослинністю. У середині дев'ятнадцятого століття Aconaemys, як повідомляється, були загальнопоширеними з прибережного боку Анд і їхні нори створювали небезпеку для коней і вершників.

## Систематика
- Рід Aconaemys
  - Вид Aconaemys fuscus (чилійський скельний щур)
  - Вид Aconaemys porteri (скельний щур Портера)
  - Вид Aconaemys sagei (скельний щур Сейджа)